# Icthyophaga vociferoides
L'aquila pescatrice del Madagascar (Icthyophaga vociferoides Des Murs, 1845) è un grande uccello rapace della famiglia degli Accipitridi.

## Descrizione
Il corpo è rosso-bruno, con guance bianche. L'adulto pesa circa 2,5 kg (il maschio) e intorno ai 3 kg (la femmina).
Il richiamo è melodioso, simile a quello dell'affine aquila pescatrice africana.

## Distribuzione e habitat
Quest'aquila è endemica del Madagascar occidentale (erratica anche nelle isole Mauritius); vive nelle foreste decidue, vicino all'acqua (dove trova i pesci che costituiscono la sua dieta).

## Conservazione
La IUCN Red List considera I. vociferoides come specie in pericolo critico di estinzione (Critically Endangered). Nel 1995 ne rimanevano solo 100 coppie, mentre stime del 2008 valutano la popolazione a 120 coppie (l'aumento potrebbe essere solo apparente, dovuto a una maggiore precisione delle ricerche).